# Kunovická hůrka
Kunovická hůrka je kopec v pohoří Hostýnské vrchy (subprovincie Hostýnsko-vsetínské hornatiny) s nadmořskou výškou 589 m. Nachází se severně od obce Rajnochovice, východně od obce Podhradní Lhota a jižně od obce Kunovice v okrese Vsetín ve Zlínském kraji. Cesta na vrchol vede naučnou stezkou profesora Rudolfa Haši. Nedaleko, pod vrcholem Kunovické hůrky se nachází rozhledna Kunovická hůrka. Jižně ve svazích Kunovické hůrky je studánka Nad Dolním koutem s pitnou vodou. Údolím pod jihovýchodním svahem kopce protéká potok Juhyně (přítok řeky Bečvy). Kopec, který leží na katastrálním území Kunovice, je celoročně volně přístupný.

## Galerie

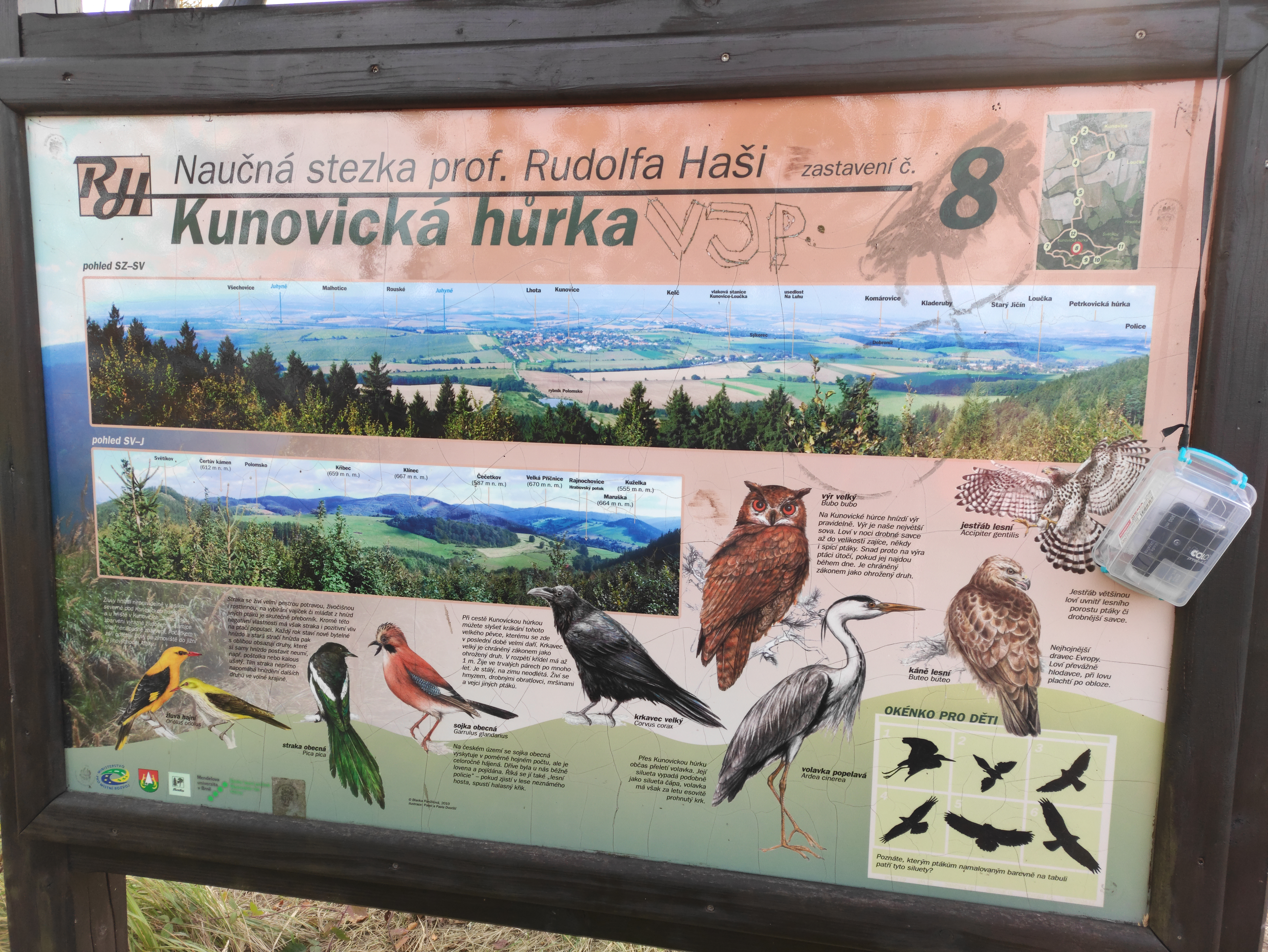
Informační tabule poblíže vrcholu kopce
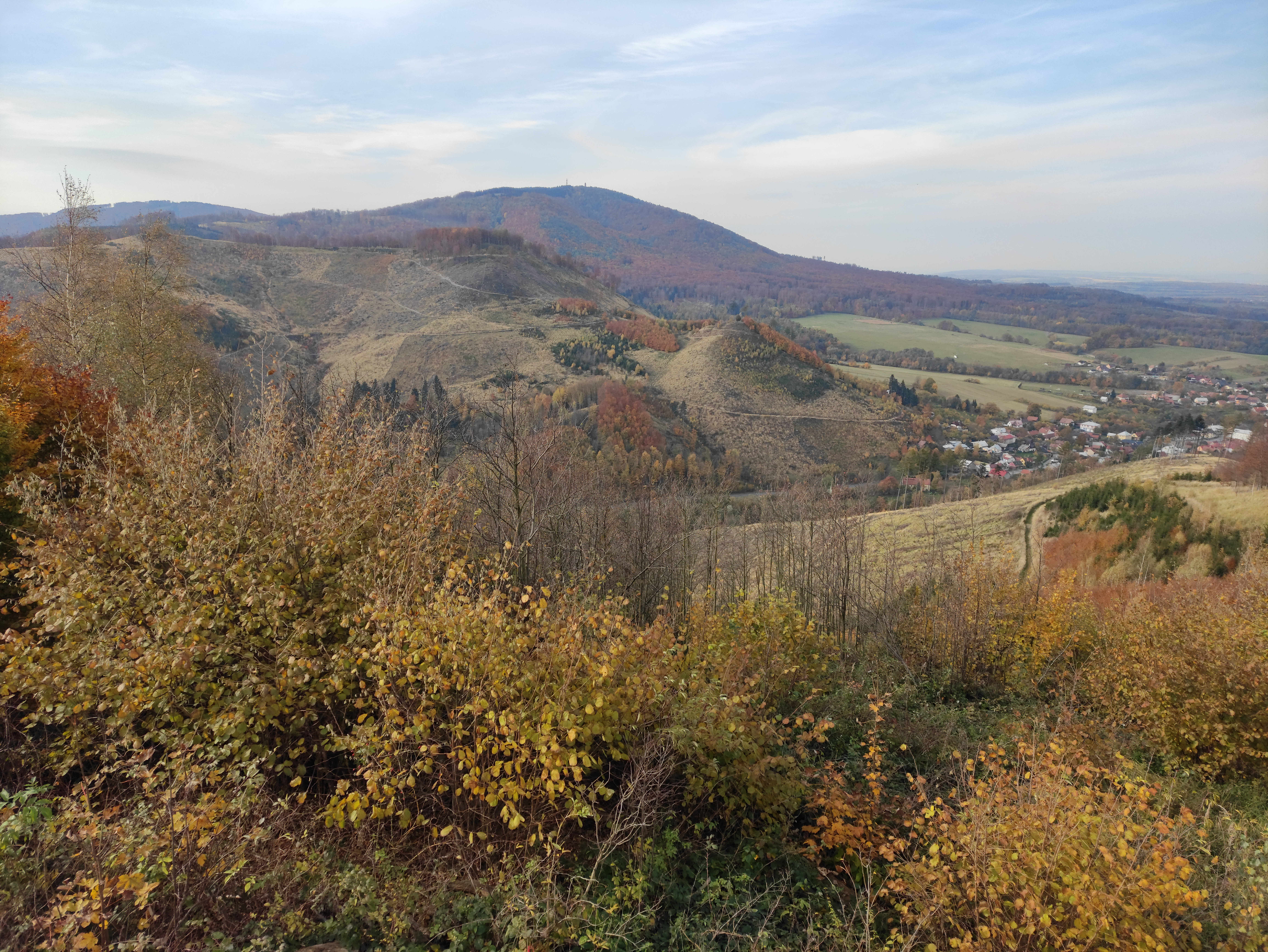
Výhled na Šaumburk, Zubříč a Kelčský Javorník
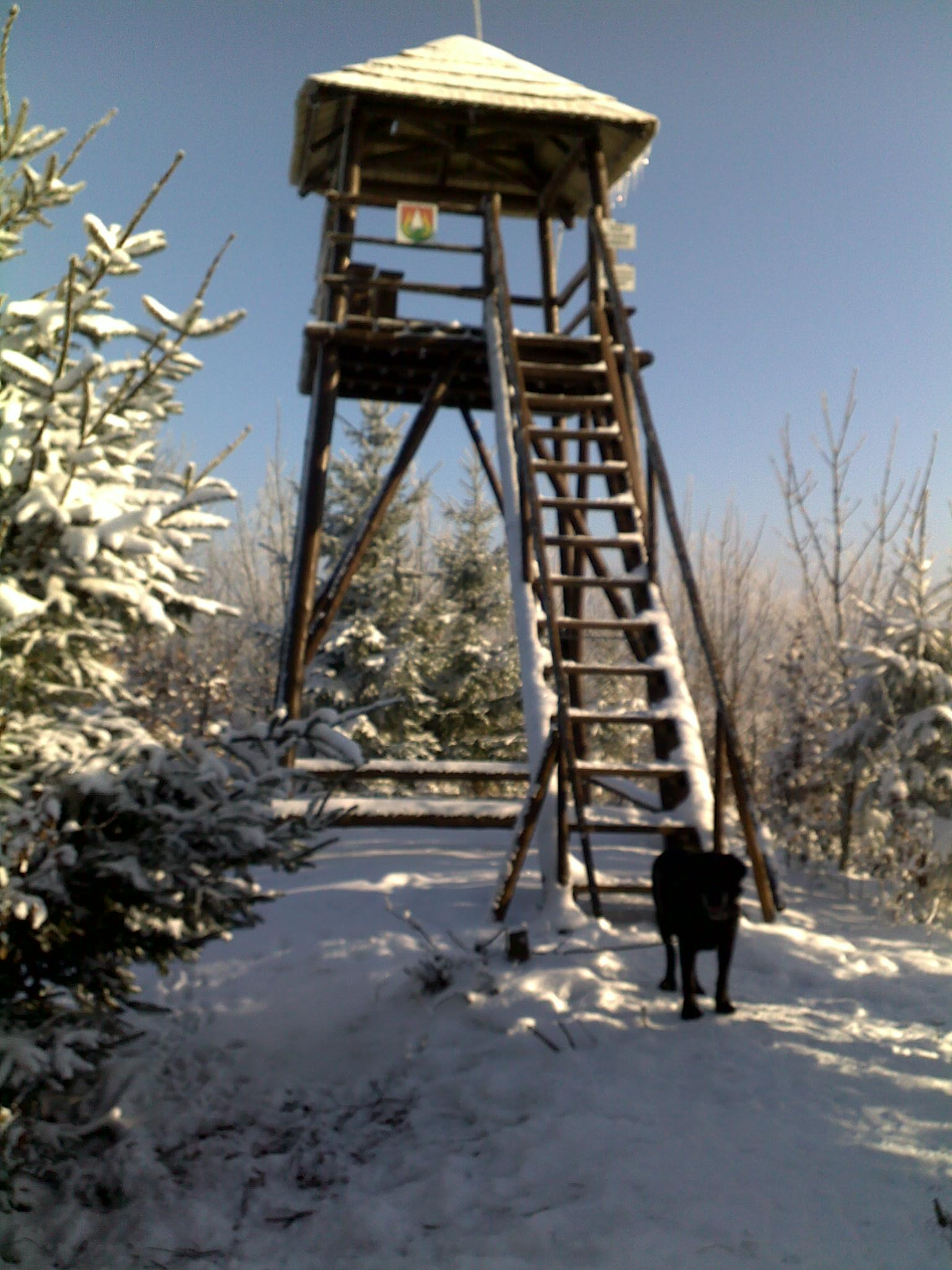
Rozhledna Kunovická hůrka